# Премія Танідзакі
Премія Танідзакі (谷崎潤一郎賞 Tanizaki Jun'ichirō Shō) — одна з найпопулярніших літературних нагород Японії, названа на честь японського письменника Джоньїтіро Танідзакі. Була заснована у 1965 році видавничою компанією Chūō Kōronsha Inc. на честь свого 80-річчя. Премія присуджується щорічно за репрезентативний художній або драматичний твір найвищої літературної якості, написаний професійним письменником. Переможець отримує пам'ятну дошку та грошовий приз у розмірі 1 мільйона єн.

## Переможці
- 1965: Нобуо Коджіма за Embracing Family (Hōyō kazoku, 抱擁家族)
- 1966: Шюсаку Ендо за Silence (Chinmoku, 沈黙)
- 1967: Ое Кендзабуро за The Silent Cry (Manen gannen no futtoboru, 万延元年のフットボール)
- 1967: Абе Кобо за Friends (Tomodachi, 友達)
- 1968: нагородження не відбулося
- 1969: Енчі Фуміко за Shu wo ubau mono; Kizu aru tsubasa; Niji to shura (朱を奪うもの/傷ある翼/虹と修羅)
- 1970: Ханія Ютака за Black Horse In The Midst Of Darkness (Yami no naka no kuroi uma, 闇のなかの黒い馬)
- 1970: Джюнноске Йошіюкі за The Dark Room (Anshitsu, 暗室)
- 1971: Нома Хіроші за Seinen no wa (青年の環)
- 1972: Маруя Саїчі за A Singular Rebellion (Tatta hitori no hanran, たった一人の反乱)
- 1979: Танака Комімаса за Poroporo (ポロポロ)
- 1981: Фукудзава Шічіро за Michinoku no ningyotachi (みちのくの人形たち)
- 1981: Мейсей Гото за Yoshinodayu (吉野大夫)
- 1985: Муракамі Харукі за «Країна Див без гальм і Кінець Світу» (Sekai no owari to Hādoboirudo Wandārando, 世界の終わりとハードボイルド・ワンダーランド)
- 1987: Цуцуй Ясутака за Yumenokizaka bunkiten (夢の木坂分岐点)
- 2000: Муракамі Рю за A Symbiotic Parasite (Kyoseichu, 共生虫)
- 2001: Хіромі Кавакамі за The Briefcase aka Strange Weather in Tokyo (Sensei no kaban, センセイの鞄)
- 2002: нагородження не відбулося
- 2003: Йоко Тавада за Suspect On The Night Train (Yōgisha no yakōressha, 容疑者の夜行列車)
- 2005: Ямада Еймі за Wonderful Flavor (Fūmizekka, 風味絶佳)
- 2006: Оґава Йоко за Meena's March (Mīna no Kōshin, ミーナの行進)
- 2007: Сейрай Юічі за Bakushin (爆心)
- 2008: Кіріно Нацуо за Tokyo-jima (東京島)
- 2009: нагородження не відбулося
- 2010: Кадзушіґе Абе за Pisutoruzu (ピストルズ)
- 2011: Маюмі Інуба за To the Peninsula (半島へ)
- 2012: Ґен'ічіро Такахаші за Goodbye, Christopher Robin (さよならクリストファー・ロビン)
- 2013: Кавакамі Мієко за Dreams of Love (Ai no Yume to ka, 愛の夢とか)
- 2014: Хікару Окуйдзумі за Tōkyō jijoden (東京自叙伝)
- 2015: Каорі Екуні за Yamori Kaeru Shijimichō (ヤモリ、カエル、シジミチョウ)
- 2016: Акіко Ітояма за Hakujyō (薄情)
- 2016: Ю Наґашіма за San no Tonari wa Gogōshitsu (三の隣は五号室)
- 2017: Хісакі Мацуура за honour and trance (Meiyo to Kōkotsu, 名誉と恍惚)
- 2018: Хошіно Томоюкі за Honō (焰)
- 2019: Мурата Кійоко за Hizoku (飛族)
- 2020: Ісодзакі Кенічіро за Nihon Momai Zenshi (日本蒙昧前史)
- 2021: Хітомі Канехара за Unsocial Distance (Ansōsharudisutansu, アンソーシャルディスタンス)
- 2022: Йосімото Банана за Miton to fubin (ミトンとふびん)